# Запах жінки (фільм, 1992)
«Запах жінки» (англ. Scent of a Woman) — американський художній фільм 1992 року режисера Мартіна Бреста. Сценарій написано на основі роману Джованні Арпіно «Морок і мед» 1969 року та однойменного фільму італійського режисера Діно Різі 1974 року.

## Сюжет
Чарлі Сімс (Кріс О'Доннелл), студент престижної школи, хоче заробити гроші на авіаквиток додому. З оголошення він довідується, що потрібний опікун для сліпого полковника у відставці Френка Слейда (Аль Пачино), якого його рідні не можуть забрати з собою, виїжджаючи на деякий час з міста. Однак його чекає несподіванка, бо полковник сам збирається у подорож до Нью-Йорка, і Чарлі змушений його супроводжувати. Які ще несподіванки приготував полковник для Чарлі?

## Ролі виконують
- Аль Пачино — підполковник Френк Слейд
- Кріс О'Доннелл — Чарлі Сімс
- Джеймс Ребгорн — містер Траск
- Філіп Сеймур Гоффман — Джордж Віліс молодший
- Габріель Анвар[en] — Донна
- Річард Венчур[en] — В. Р. Слейд
- Бредлі Вітфорд[en] — Ренді
- Джун Сквібб — Лінда Хансейкер
- Френсіс Конрой — Крістін Даунс

## Навколо фільму
- Дійова особа кінострічки, яку в фільмі грає Габріель Анвар, має на ім'я́ Донна, що італійською означає жінка.
- Аль Пачино та Габріель Анвар виу́чували танго «Por una cabeza» протягом двох тижнів під керівництвом двох хореографів. Знадобилося три дні, щоб зафільмувати цю сцену.[1]
- Сцена, де Френк Слейд (Аль Пачино) забивається об смітник, була знята не за сценарієм. Аль Пачино втратив рівновагу та впав на землю. Проте актори не вийшли з ролей і ця сцена увійшла до фільму.

## Нагороди
- 1992 Премія Спільноти кінокритиків Нью-Йорка (англ. New York Film Critics Circle, NYFCC):
  - 3-тє місце серед найкращих акторів — Аль Пачино
- 1993 Премія «Оскар» Академії кінематографічних мистецтв і наук:
  - за найкращу чоловічу роль — Аль Пачино
- 1993 Премія «Золотий глобус» Голлівудської асоціації іноземної преси: 
  - за найкращий фільм — драма
  - за найкращу чоловічу роль — драма — Аль Пачино
  -  за найкращий сценарій — Бо Голдман
- 1993 Премія Асоціації кінокритиків Чикаго (англ. Chicago Film Critics Association, CFCA):
  - найбільш багатообіцяючий актор — Кріс О'Доннелл
- 1994 Премія BMI Film and TV Awards (Broadcast Music, Inc.):
  -  [fr] — Томас Ньюман